# Enoplus brachyuris
Enoplus brachyuris is een rondwormensoort uit de familie van de Enoplidae. De wetenschappelijke naam van de soort is voor het eerst geldig gepubliceerd in 1923 door Ditlevsen.